# Seulement humain (album)
Albums de Renaud Hantson
Des plaies et des bosses Renaud hantson
Seulement humain est un album rock de Renaud Hantson, sorti en 1997.